# Pseudonicsara wau
Pseudonicsara wau är en insektsart som beskrevs av Sigfrid Ingrisch 2009. Pseudonicsara wau ingår i släktet Pseudonicsara och familjen vårtbitare. Inga underarter finns listade i Catalogue of Life.